# سكوت روبرتسون (غطاس)
سكوت روبرتسون (بالإنجليزية: Scott Robertson) هو غطاس أسترالي، ولد في 24 يونيو 1987 في سالي في أستراليا.

## وصلات خارجية
- سكوت روبرتسون على موقع الاتحاد الدولي للسباحة (الإنجليزية)
- سكوت روبرتسون على موقع أوليمبيديا (الإنجليزية)
- سكوت روبرتسون على موقع اللجنة الأولمبية الأسترالية (الإنجليزية)
- سكوت روبرتسون على موقع دورة ألعاب الكومنولث 2006 (مؤرشف) (الإنجليزية)